# Eurhopalothrix gravis
Eurhopalothrix gravis är en myrart som först beskrevs av Mann 1922.  Eurhopalothrix gravis ingår i släktet Eurhopalothrix och familjen myror. Inga underarter finns listade i Catalogue of Life.